# La Clamor
La Clamor és una partida de Lleida.
Limita:
- Al nord i a l'oest amb la partida de Pla de Raïmat.
- A l'est amb la partida de Pla de Montsó.
- Al sud-est amb les urbanitzacions de La Cerdera, de Lleida.
- Al sud amb el terme municipal de Gimenells i el Pla de la Font.